# Николаевская площадь (Уфа)
Николаевская площадь (ранее — Сенная площадь) — историческая первая городская площадь для торговли сеном в Новой Уфе города Уфы.

## История
По утверждённому в 1819 новому генеральному плану города, шотландский архитектор на российской службе Вильям Гесте отвёл для торговли сеном площадь в западной части, соединявшейся с Верхнеторговой площадью Сенной улицей (ныне — Коммунистическая).
В начале XX века, после объединения Конной и Тюремной площадей в одну — Сенную, которой перешла торговая функция из-за близости к железнодорожной станции города и Сафроновской пристани, площадь решено сделать административной — она получила название в честь Императора Николая II и 300-летия дома Романовых — Николаевская. При этом, и старое название Сенная, и сама торговая функция оставались за ней вплоть до 1940-х.
В 1909—1918 в северо-восточной части площади, на углу Уфимской и Вавиловской улиц (ныне — Чернышевского и Зенцова), построена Вознесенская церковь, при которой построена Дом-школа.
В 1903—1904 в юго-восточной части площади, на углу Сенной и Вавиловской улиц, построено здание для Уфимской Второй женской гимназии имени Государыни Императрицы Александры Фёдоровны.
В 1933 Вознесенская церковь закрыта, уничтожена в 1933—1934; в 1937 на её месте построена средняя школа № 10 по типовому проекту.
В 1940-х площадь начала застраиваться типовыми жилыми домами, постепенно занявшими всё её основное пространство.

## Ансамбль
Ансамбль площади, ограниченной улицами Коммунистической, Гафури, Чернышевского и Зенцова, состоит из сохранившихся Дома-школы при Вознесенской церкви (Зенцова, 49) и здания Уфимской Второй женской гимназии (Коммунистическая, 19), построенных в кирпичном стиле.